# Жорже (футболист)
Жорже Марко де Оливейра Мораес  (порт. Jorge Marco de Oliveira Moraes; родился 28 марта 1996), более известный как Жорже — бразильский футболист, левый крайний защитник клуба «Палмейрас», выступающий на правах аренды за «Флуминенсе».

## Биография

### Клубная карьера
Уроженец Рио-де-Жанейро, Жорже начал играть за молодёжные составы клуба «Фламенго» с 11-летнего возраста. В основном составе дебютировал 16 марта 2014 года, выйдя в стартовом составе на матч Лиги Кариока против клуба «Бангу»
26 сентября 2014 года Жорже подписал новый контракт с «Фламенго», рассчитанный до декабря 2017 года. В 2015 году был переведён в основной состав команды.
1 июля 2015 года дебютировал в Серии А бразильского чемпионата, выйдя в стартовом составе на матч против клуба «Жоинвиль». В сентябре того же года продлил контракт с клубом ещё на два года.
29 мая 2016 года забил свой первый гол в чемпионате Бразилии ударом из-за пределов штрафной в матче против «Понте-Прета» . Этот гол принёс его команде победу со счётом 2:1.
26 января 2017 года «Монако» заплатил за трансфер Жорже 8,5 млн евро. Этот трансфер стал рекордным в истории «Фламенго».

### Карьера в сборной
В январе 2017 года Жорже получил вызов в первую сборную Бразилии на товарищеский матч против сборной Колумбии. 25 января 2017 года сыграл свой первый матч за сборную.

## Достижения
Командные
- Чемпион штата Рио-де-Жанейро (1): 2014
- Вице-чемпион Бразилии (1): 2019
- Чемпион Франции (1): 2016/17
- Вице-чемпион Франции (1): 2017/18
- Вице-чемпион Швейцарии (1): 2020/21
- Финалист Кубка португальской лиги (1): 2018/19
- Обладатель Кубка Либертадорес (1): 2021 (не играл)

Личные
- Лучший левый крайний защитник молодёжного чемпионата мира: 2015
- Член «команды года» в чемпионате Бразилии: 2016[9]